# Heinz Lehmann (Politiker, 1919)
Friedrich Hermann Heinz Lehmann (* 22. August 1919 in Muskau; † 20. Dezember 2008 in Weißwasser) war ein deutscher Ofensetzer und Politiker der DDR-Blockpartei Liberal-Demokratische Partei Deutschlands (LDPD).

## Leben
Lehmann stammte aus der preußischen Provinz Brandenburg und war der Sohn eines Ofensetzermeisters. Nach dem Besuch der Volksschule nahm er 1937 eine zweijährige Berufsausbildung zum Ofensetzer auf. Nach Ausbruch des Zweiten Weltkrieges wurde Lehmann zur deutschen Wehrmacht einberufen. Gegen Ende des Krieges geriet er in Gefangenschaft. Wieder in die Heimat zurückgekehrt, arbeitete er von 1946 bis 1948 als Ofensetzer und legte 1947 die Meisterprüfung und 1953 die Prüfung zum Obermeister ab. In dieser Zeit war er von 1947 bis 1949 auch Fachlehrer für Ofensetzer an der Berufsschule in  Weißwasser. 1958 wurde er dort selbständiger Ofensetzer und später Vorsitzender der PGH Ausbau „10. Jahrestag“.

## Politik
Lehmann trat 1946 in den neugegründeten FDGB ein. 1947 wurde er Mitglied der LDPD und Mitbegründer dieser Partei in Muskau. Er leitete von 1947 bis 1949 den Ortsverband Muskau der LDPD. 1953 wurde er in Weißwasser Vorsitzender des Ortsverbandes der LDPD.
In den beiden Wahlperioden von 1958 bis 1967 war er Mitglied der LDPD-Fraktion in der Volkskammer der DDR. In dieser Zeit äußerte er sich auch kritisch. So sagte er „Ich bin der Meinung, daß wir im Siebenjahrplan mit diesen Eulenspiegeleien Schluß machen müssen.“